# Attaques contre des établissements de santé pendant la guerre de Gaza

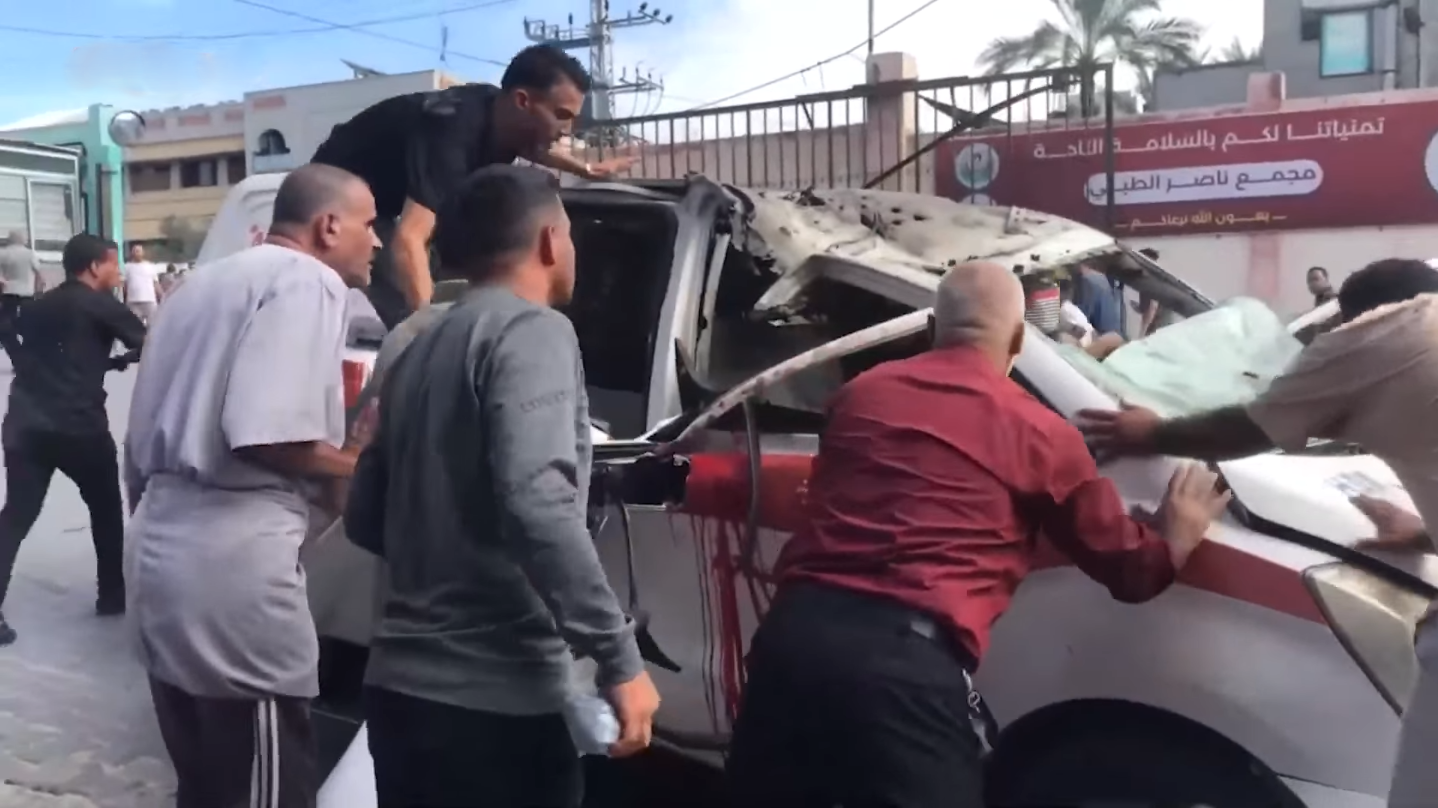
Une ambulance de la Société du Croissant-Rouge palestinien touchée par une frappe aérienne israélienne à Khan Younès le 7 octobre 2023.

Un nombre important d’attaques contre des établissements de santé ont lieu pendant la guerre de Gaza. 
Au cours de la première semaine de la guerre, 94 attaques sont menées contre des établissements de santé en Israël et à Gaza, tuant 29 travailleurs de la santé et en blessant 24. Les attaques contre les établissements de santé contribuent à une grave crise humanitaire à Gaza. Au 30 novembre, l’Organisation mondiale de la santé a recensé 427 attaques contre des établissements de santé en Cisjordanie et dans la bande de Gaza, faisant 566 morts et 758 blessés. En février 2024, tous les hôpitaux de Gaza auraient été endommagé, détruits ou hors service en raison du manque de carburant. En avril, l'OMS a dénombré 906 attaques contre les soins de santé à Gaza, en Cisjordanie, en Israël et au Liban. En juin 2024, selon l'OMS, Israël a attaqué 464 établissements de santé, tué 727 professionnels de la santé, blessé 933 professionnels de la santé et endommagé ou détruit 113 ambulances.
Chaque camp est accusé d’avoir commis des crimes de guerre lors de ses attaques. CNN cite le CICR : « les hôpitaux bénéficient d'une protection spéciale en vertu du droit international humanitaire en temps de guerre, mais si des combattants y stockent des armes ou les utilisent comme base de tir, cette protection disparaît ». Selon Human Rights Watch : « le gouvernement israélien n'a présenté aucune preuve justifiant le retrait des protections spéciales accordées aux hôpitaux »,. En décembre 2024, Andrew Cayley, de la Cour pénale internationale, déclare que les affirmations israéliennes concernant l'utilisation des hôpitaux par le Hamas sont « grossièrement exagérées »,. Le 13 mars 2025, une enquête de l’ONU conclut qu’Israël a commis des actes génocidaires à Gaza en détruisant systématiquement ses installations de soins de santé reproductive.